# St-Pierre-ès-Liens (Paulin)
Die katholische Filialkirche St-Pierre-ès-Liens (deutsch Petrus in Ketten) in Paulin, einer französischen Gemeinde im Département Dordogne in der Region Nouvelle-Aquitaine, wurde im 12. Jahrhundert errichtet. Die Kirche ist seit 1939 als Monument historique klassifiziert.
Der romanische Saalbau verfügt über ein Querhaus. Der Bereich hinter dem ursprünglich freistehenden Glockengiebel wurde im 14. Jahrhundert zu Schutzzwecken aufgestockt. Die Kirche hat ein romanisches und ein gotisches Portal. Die Vierungskuppel ruht auf Pendentifs, die Apsis besitzt eine Blendbogengliederung.